# Demografia de Madrid
A cidade de Madrid tem uma população de 3.155.359 habitantes e uma densidade populacional de 5.208,6 hab/km² (2008)

## População

### Evolução histórica
| Ano  | Município | Província | (%)   |
| 1897 | 542.739   | 730.807   | 74,27 |
| 1900 | 575.675   | 773.011   | 74,47 |
| 1910 | 614.322   | 831.254   | 73,90 |
| 1920 | 823.711   | 1.048.908 | 78,53 |
| 1930 | 1.041.767 | 1.290.445 | 80,73 |
| 1940 | 1.322.835 | 1.574.134 | 84,04 |
| 1950 | 1.553.338 | 1.823.418 | 85,19 |
| 1960 | 2.177.123 | 2.510.217 | 86,73 |
| 1965 | 2.793.510 | 3.278.068 | 85,22 |
| 1970 | 3.120.941 | 3.761.348 | 82,97 |
| 1975 | 3.228.057 | 4.319.904 | 74,73 |
| 1981 | 3.158.818 | 4.686.895 | 67,40 |
| 1986 | 3.058.812 | 4.780.572 | 63,98 |
| 1991 | 3.010.492 | 4.647.555 | 64,78 |
| 1996 | 2.866.850 | 5.022.289 | 57,08 |
| 2001 | 2.938.723 | 5.423.384 | 54,19 |
| 2004 | 3.099.834 | 5.804.829 | 53,40 |
| 2005 | 3.155.359 | 5.964.143 | 52,90 |

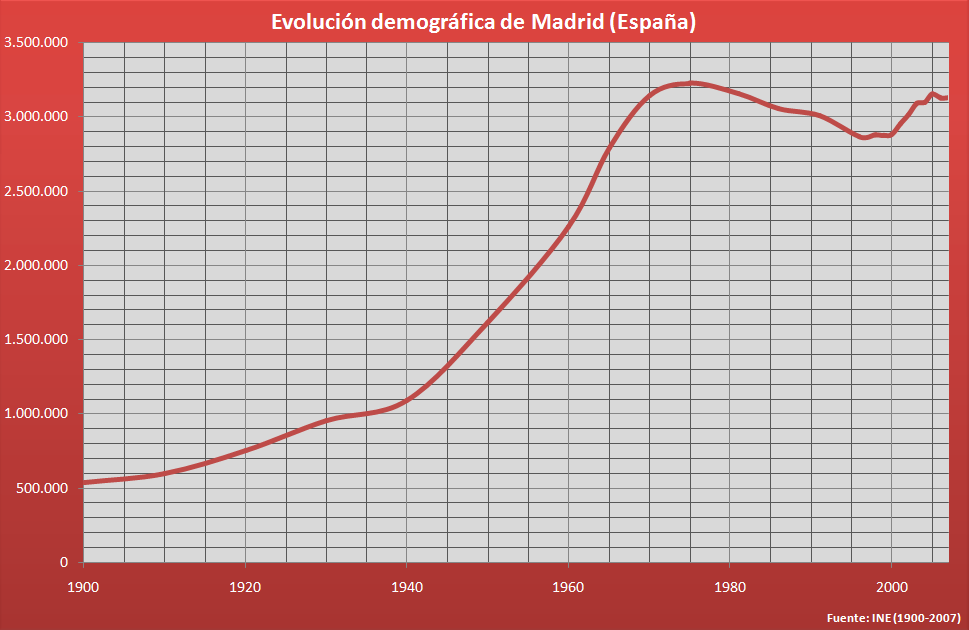
Evolução demográfica de (1900-2005)

A população de Madrid teve um importante aumento populacional desde que se tornou capital. Esse aumento foi principalmente significativo durante 1940 e 1970, devido ao grande fluxo migratório doméstico. Este acelerado crescimento e a não planificação urbana resultou na organização em núcluos de zonas residenciais, mas também nulguns bairros de lata; este estavam principalmente nos distritos do sul da cidade, aos quais só muitos anos depois chegaram os serviços públicos. Esse crescimento desacelerou nos anos 70, quando a população da cidade se começou a deslocar para a periferia da cidade, começando a habitar nos municípios que também estão integrados na área metropolitana. No início do século XXI, a população retomou o ritmo crescente devido essencialmente à imigração exterior. 

### Situação actual
Segundo os últimos dados disponíveis, a 1 de Julho de 2005 a população de Madrid ascendeu a 3.228.914 habitantes, com um aumento de 271.856 habitantes relativamente ao censo de 2001.
Por distritos, os mais populosos são Latina com 257.431 habitantes, Puente de Vallecas com 241.661, Carabanchel com 239.782 e Ciudad Lineal com 231.029. Os menos populosos são Barajas com 42.200 habitantes, devido principalmente ao Aeroporto Madrid-Barajas e a todo o terreno em redor não edificável; Vicálvaro com 63.881, devido às grandes áreas não edificadas e às zonas industriais; Villa de Vallecas com 65.842, pelos mesmos motivos, e Moratalaz com 106.858, devido à dimensão reduzida do distrito e a existência de muitas áreas verdes. A Área metropolitana de Madrid terá uma população entre os 5.5 e os 6.4 milhões.

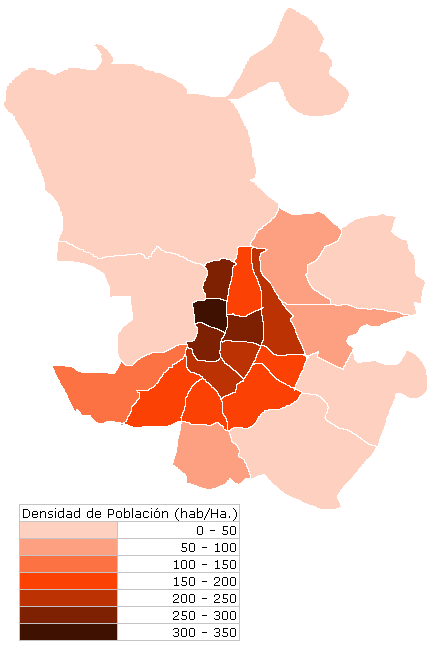
Densidade populacional na cidade de Madrid em 2005.

## Densidade
A cidade de Madrid tem uma densidade populacional média de 5.208,6 hab/km². A população está espalhada uniformemente pela cidade, sendo que as zonas mais densamente povoadas são as situadas na coroa central e as zonas à sua volta, têm densidades é muito inferiores à maior parte dos municípios da área metropolitana.
Por distrito, os mais densamente povoados são Chamberí com 32.100 hab/km², Centro com 28.600 hab/km², Tetuán com 28.400 hab/km², e Salamanca com 28.000 hab/km². Os menos densamente povoados são Fuencarral-El Pardo com 900 hab/km², devido ao grande espaço natural Monte del Pardo, que ocupa a maior parte do distrito; Barajas com 1.000 hab/km², devido ao já mensiona aeroporto; Villa de Vallecas com 1.300 hab/km², e Vicálvaro com 2.000 hab/km², ambos devido à localização  periférica que provoca que grande parte do seu território não esteja construído e também devido às zonas industriais.
A densidade populacional é um parâmetro fundamental no que diz respeito ao valor do terreno. Logo, os três primeiros distritos por preço por m² são Chaberí, Salamanca e Centro, com €5.131, €5.130 e €4.566 respectivamente. Os distritos com o solo mais barato são Villaverde, Usera e Villa de Vallecas com €2.495, €2.797 e €2.916 respectivamente.

## Evolução da população

### Natalidade

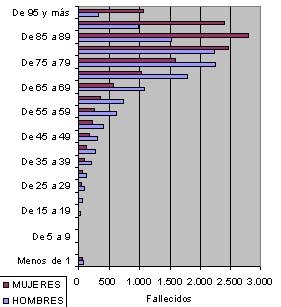
Mortalidade por idade e sexo na cidade de Madrid no ano de 2004.

Em 2004 registaram-se 32.851 nascimentos na cidade de Madrid, o que deu a entender que esse parâmetro estava em crescimento em relação ao ano anterior. Nos últimos anos o número de nascimentos na região cresceu gradualmente. A taxa de natalidade situa-se nos 10,38 pontos.
A maior parte dos nascimentos foram provinientes de mães entre os 30 e os 35 anos, 39% do total de nascimentos; em seguida, com 25% do total, mães dos 35 aos 40 anos, e 20%, mães dos 25 aos 30 anos. Mães com mais de 40 anos em 2004 foram 4,62% do total, enquanto que as com idade inferior a 25 anos são 12%.

### Mortalidade
Em 2004 registaram-se 26.527 óbitos na cidade de Madrid, o que deu a entender que esse parâmetro estava em crescimento em relação ao ano anterior; contudo, manteve-se abaixo dos valores registados em 2000, 2001 e 2002. A taxa de mortalidade situava-se nos 8,38 pontos.

### Imigração
Segundo um censo de 2006 a população estrangeira de Madrid é de 508.141 habitantes num total de 2.697.193, ou seja, 13,57% da população total. Os distritos  com maior população imigrante são Centro com 27,22%, Tetuán com 19,58%, Carabanchel com 17,34%, e Usera com 16,29%. Os distritos com menor população imigrante são Moratalaz com 7,63%, Fuencarral-El Pardo com 8,43%, Retiro com 8,75%, e Hortalaz com 8,84%. No período entre 1986 e 2007.